# شهرستان جامبیل، قزاقستان شمالی
شهرستان جامبیل (به قزاقی: Жамбыл ауданы، جامبىل اۋدانى) یک شهرستان در قزاقستان است که در استان قزاقستان شمالی واقع شده‌است. شهرستان جامبیل ۲۳٬۵۵۷ نفر جمعیت دارد.